# Olympic Tower
- Este artigo foi inicialmente traduzido, total ou parcialmente, do artigo da Wikipédia em inglês cujo título é «Olympic Tower», especificamente desta versão.

Olympic Tower
Olympic Tower é um edifício de 51 andares em Midtown Manhattan, Nova Iorque. Localiza-se na Quinta Avenida, entre a Rua 51 e a Rua 52nd. O endereço exato é 641 Fifth Avenue. Terminado em 1976, foi construído em uma área que fora ocupada por uma loja da Best & Company erguida em 1947. Contém 225 apartamentos e mais de 23 mil metros quadrados de espaço de escritórios e lojas. É localizado próximo à Catedral de São Patrício, e oferece uma visão dos arcobotantes da catedral e da Quinta Avenida. 
O uso planejado da construção era um conceito original à época: a Olympic Tower foi o primeiro edifício de uso misto da Quinta Avenida, possuindo 21 andares de escritórios, 30 andares de condomínio residencial e lojas caras no térreo. Foi construído como uma joint venture de Aristóteles Onassis e sua companhia, Victory Development, com a Arlen Realty and Development.
Foi projetado pela firma de arquitetura Skidmore, Owings and Merrill. É a mesma companhia que projetou edifícios como a Willis Tower, o John Hancock Center e o Burj Khalifa.
A construção completa abriga alguns dos mais luxuosos condomínios do mundo. Adnan Khashoggi instalou uma piscina depois da construção, e outros notáveis também vivem lá.
Os escritórios da NBA estão localizadas na torre entre os 14º e 19º andares.